# Thyrsites atun
Thyrsites atun är en fiskart som först beskrevs av Euphrasen, 1791.  Thyrsites atun ingår i släktet Thyrsites och familjen havsgäddefiskar. Inga underarter finns listade i Catalogue of Life.
Denna fisk blir upp till 140 cm lång och den kan väga 6 till 10 kg. Köttet är rik på fett.
Thyrsites atun förekommer främst i södra Atlanten och södra Stilla havet.
Arten är omtyckt som matfisk.